# 米尔德丽德·纳特威克
米尔德丽德·纳特威克（英語：Mildred Natwick，1905年6月19日—1994年10月25日），美国女演员。曾获得黄金时段艾美奖迷你影集／电视电影最佳女主角。